# 立見辰雄
立見辰雄（たつみ たつお、1916年2月27日 - 1997年10月17日）は、日本の鉱床学者・地球化学者。学位は、理学博士（東京大学・論文博士・1954年）（学位論文「宮崎県槙峰鉱山含銅硫化鉄鉱々床の地質と成因」）。東京大学教授を歴任。

## 経歴
陸軍大将・立見尚文の孫として立見子爵家の三男として生まれる。旧制成蹊高等学校を経て、1939年東京帝国大学理学部地質学科で、加藤武夫教授の指導を受けて鉱床学を専攻して卒業。兵役についた後、1942年東京帝国大学理学部助手となり、資源科学研究所などを経て、1949年から東京大学教養学部助教授。1954年に宮崎県槇峰鉱山の地質・鉱床の研究で東京大学から理学博士の学位を取得。博士論文の題は「宮崎県槙峰鉱山含銅硫化鉄鉱々床の地質と成因」。1957年理学部助教授に転任し、1968年地質学第三講座（鉱床学）担当の教授となる。1976年停年退職。1974年から1976年の間日本鉱山地質学会会長を務める。

## 業績
1956年11月 - 1958年3月の第一次南極越冬隊のメンバーとして、また1959年4月 - 1960年4月の第四次観測隊の隊長として、南極関係の地質調査などに大きく貢献した。学生時代は山岳部に所属したアルピニストでもあった。
学問上の功績は、博士論文のテーマともなった塊状硫化物鉱床の研究にあり、前任の教授だった渡辺武男をよく補佐し、渡辺とともに日本の多くの層状鉱床の成因を同成鉱床と位置づけたことにある。また、硫黄同位体の研究に早くから注目し、日本の鉱床産の硫化鉱物を用いて、鉱床中に共存する2種の硫化鉱物間に、有意の同位体分別があることを実証した。それまで、測定にかかってくるような分別はない、とされていた学会の常識を覆したものである。これ以降、この分別を用いた硫黄同位体温度計の活用に端緒を開いた研究であった。

## 著書
- 立見辰雄『地中のたから』筑摩書房〈中学生全集〉、1952年。OCLC 672974342。全国書誌番号:45020972。
- 立見辰雄『南極の一年』牧書店〈牧少年少女文庫〉、1959年。OCLC 672932690。全国書誌番号:45018946。
- Tatsuo Tatsumi, ed (1970). Volcanism and ore genesis : to Professor Takeo Watanabe, this volume is affectionately dedicated by his associates and former students. University of Tokyo Press. NCID BA03418412. OCLC 231791800
- 立見辰雄編『現代鉱床学の基礎』東京大学出版会、1977年。OCLC 33523930。全国書誌番号:78003050。

## 親族
- 立見尚文（鑑三郎） - 祖父。桑名藩士。陸軍大将。男爵。
- 立見豊丸 - 父。陸軍大佐。貴族院議員。陸軍政務次官。子爵。